# La Princesse jaune
La Princesse jaune (títol original en francès, La princesa groga) és una opéra comique en un acte i cinc escenes amb música de Camille Saint-Saëns i llibret en francès de Louis Gallet. L'òpera es va estrenara l'Opéra-Comique (Salle Favart) de París el 12 de juny de 1872.
Com molts artistes francesos de l'època, Saint-Saëns es va veure influït pel moviment japonista a París. Va apel·lar a aquest gust del públic triant una història sobre una princesa japonesa, encara que s'ambienta als Països Baixos. La música es caracteritza per una qualitat "lleugera i coratjosa" que usa l'harmonia pentatònica per evocar un so "oriental". La història segueix a Kornélis, un estudiant que està fascinat per totes les coses japoneses, i la seva cosina Léna, qui està enamorada de Kornélis. Kornélis, no obstant això, està massa obsessionat amb el seu retrat de Ming, una noia japonesa, per adonar-se dels afectes de la seva cosina per ell. En un somni fantàstic causat per una poció, Kornélis es veu transportat al Japó. Al principi entusiasmat, al final es desil·lusiona conforme es va adonant que ell està enamorat de Léna.
Encara que La Princesse jaune és la tercera òpera que Saint-Saëns va compondre, va ser la primera a ser muntada en escena. També és la seva primera col·laboració amb Louis Gallet, que seguiria escrivint els llibrets d'altres òperes seves i es va convertir en un amic íntim de Saint-Saëns. La Princesse jaune va ser un encàrrec del director de la companyia de l'Opéra-Comique, Camille du Locle, com a compensació per no ser capaç de muntar una altra òpera de Saint-Saëns, Le timbre d'argent, com se li havia promès a causa de raons financeres.